# Costera (Valence)
Pour les articles homonymes, voir Costera.
La Costera est une comarque de la province de Valence, dans la Communauté valencienne, en Espagne. Son chef-lieu est Xàtiva. C'est une comarque catalanophone.

## Communes

Communes de la Costera

- L'Alcúdia de Crespins
- Barxeta
- Canals
- Cerdà
- Estubeny
- La Font de la Figuera
- Genovés
- La Granja de la Costera
- Llanera de Ranes
- Llocnou d'en Fenollet
- La Llosa de Ranes
- Moixent
- Montesa
- Novetlè
- Rotglà i Corberà
- Torrella
- Vallada
- Vallés
- Xàtiva